# Eutrichota shandanensis
Eutrichota shandanensis este o specie de muște din genul Eutrichota, familia Anthomyiidae, descrisă de Jin în anul 1985. Conform Catalogue of Life specia Eutrichota shandanensis nu are subspecii cunoscute.